# Eislaternenfisch
Der Eislaternenfisch (Benthosema glaciale) ist ein kleiner, ozeanisch lebender Tiefseefisch, der im nördlichen Atlantik zwischen 11° und 87° nördlicher Breite vorkommt. 

## Verbreitung
Sein Verbreitungsgebiet reicht im östlichen Atlantik von Spitzbergen und der Küste Grönlands bis an die Küste Marokkos und Mauretaniens, wo nährstoffreiche Tiefenwasser aufsteigen. Im westlichen Atlantik findet man ihn vom nördlichen Teil des Golfstroms bis in die Davisstraße und die Baffin Bay. Außerdem kommt er im westlichen und zentralen Mittelmeer bis zum Ionischen Meer vor. Er ist der häufigste Laternenfisch des Nordatlantiks und auch im westlichen Mittelmeer häufig.

## Merkmale
Die Fische werden etwa 10 Zentimeter lang. Ihre Körperfarbe ist dunkelbraun bis schwärzlich. Das Hinterende des Oberkiefers ist breit. Wie alle Laternenfische besitzt der Eislaternenfisch Leuchtorgane in Reihen entlang der unteren Körperhälfte und auf dem Kopf. Die letzten beiden Leuchtorgane unten vor der Schwanzflosse sind von den übrigen Leuchtorganen entlang der Bauchkante nicht abgesetzt. Die Schwanzflosse ist gegabelt, hinter der Rückenflosse befindet sich eine kleine Fettflosse. 
Flossenformel: Dorsale 13–14, Anale 17–19.

## Lebensweise
Der Eislaternenfisch lebt tagsüber in Tiefen von etwa 375 bis 1400 Metern (meist zwischen 300 und 400 Meter), steigt in der Nacht zur Nahrungssuche aber in Tiefen zwischen 12 und 200 Metern auf (Vertikalwanderung). Er ernährt sich vor allem von Ruderfußkrebsen der Ordnung Calanoida und kleinem Krill. Die Geschlechtsreife erreichen die Fische mit einer Länge von drei bis fünf Zentimetern. Im Mittelmeer laicht der Eislaternenfisch im späten Frühling. Je nach Körpergröße legen die Weibchen 160 bis 2000 Eier. Der Eislaternenfisch wird maximal acht Jahre alt.